# Michael Garrett (compositore)
Michael Garrett (Leicestershire, 1944 – 23 agosto 2023) è stato un compositore e pianista britannico.
Nel corso della sua lunghissima carriera ha composto, specialmente per pianoforte, e suonato spaziando in diversi generi musicali, tra i quali la musica sinfonica, da camera, sperimentale e jazz. Ha scritto anche musiche per il teatro, per il cinema e per la televisione.

## Biografia
Le sue prime composizioni degli anni sessanta comprendevano esperimenti basati sul serialismo, mentre in seguito la sua musica è stata più melodica. Iniziò a studiare pianoforte e a comporre nel 1956. Frequentò a Londra la Guildhall School of Music and Drama, dove vinse una borsa di studio per studiare con Edmund Rubbra (1961–1964). Prese lezioni di piano anche da Frank Merrick, che era stato allievo di Teodor Leszetycki. Compose le colonne sonore per i due film di Ken Russell Donne in amore, del 1969, e Messia selvaggio del 1972.
Le sue prime esibizioni in patria furono nel Concert for Piano and Orchestra di John Cage, diretto da John Cale prima che quest'ultimo si trasferisse negli Stati Uniti per entrare nei Velvet Underground. Garrett fu direttore musicale e suonò il piano nella tournée europea di Pierrot in Turquoise, spettacolo del mimo Lindsay Kemp, nel quale si esibì anche David Bowie. In quegli anni registrò a Parigi con i jazzisti Bill Coleman e Art Taylor.
In anni più recenti, si è trasferito a Edimburgo, in Scozia, dove ha continuato a comporre e a suonare in pubblico. Dirige e suona con il proprio gruppo The Michael Garrett Ensemble.